# Джауади, Ахмед
Ахмед Джауади (араб. أحمد الجوادي‎, род. 30 мая 2005) — тунисский пловец, двукратный чемпион мира 2025 года, чемпион мира на короткой воде, двукратный чемпион Африки 2022 года. Участник летних Олимпийских игр 2024 года.

## Карьера
В 2022 года на чемпионате Африки в Тунисе стал победителем на дистанциях 400 и 1500 метров вольным стилем. Также завоевал серебро на дистанции 800 метров вольным стилем и бронзу на 200 метров вольным стилем.
Принял участие в программе летних Олимпийских игр 2024 по плаванию. На дистанции 800 метров вольным стилем стал четвёртым, был шестым на 1500 метров вольным стилем и 9-м на 400 метров вольным стилем.
В декабре 2024 года на чемпионате мира по плаванию на короткой воде стал чемпионом, победив на дистанции 1500 метров вольным стилем и был бронзовым призёром на дистанции 800 метров вольным стилем.
В 2025 году на чемпионате мира в Сингапуре стал чемпионом на дистанциях 800 и 1500 метров вольным стилем.